# Nelson Mandela Foundation
Die Nelson Mandela Foundation (deutsch etwa: „Nelson-Mandela-Stiftung“) ist eine Stiftung in Südafrika. Sie wurde 1999 von Nelson Mandela gegründet.

## Geschichte
Nachdem Nelson Mandela im Juni 1999 sein Präsidentenamt an Thabo Mbeki abgegeben hatte, gründete er zur Sicherstellung seiner weiteren politischen Tätigkeiten im August desselben Jahres die Stiftung. Sitz der Stiftung ist seither ein Haus in Houghton Estate, Johannesburg. In diesem Stadtteil lebte Mandela bis zu seinem Umzug 2011 nach Qunu; auch starb Mandela hier 2013. Beim Aufbau der Stiftung half der deutsche Organisationswissenschaftler Heiko Roehl. 2002 war die Stiftung an der Gründung der südafrikanisch-britischen Mandela Rhodes Foundation beteiligt. Ab 2004, mit Mandelas schrittweisem Rückzug von öffentlichen Aufgaben, begann der Umbau der Stiftung, die fortan das Lebenswerk und das Vermächtnis Mandelas in den Mittelpunkt stellte. Bis 2010 arbeitete Mandela in den Räumen der Stiftung. Am 18. November 2013 weihte die Stiftung im Beisein hoher Würdenträger, darunter Präsident Jacob Zuma, nach einem Umbau des Hauses das Nelson Mandela Centre of Memory ein. An den Kosten beteiligten sich zahlreiche südafrikanische Unternehmen sowie die Botschaften der USA und Indiens.

## Ziele
Die Stiftung ist eine Non-Profit-Organisation. Ihre Schwerpunkte sind „Erinnerung, Dialog und Vermächtnis“.
Die Grundprinzipien der Stiftung sind wie folgt festgelegt:
- Schaffung, Einrichtung, Schutz und Erhaltung eines Erinnerungszentrums für Herrn Mandela, das ein Archiv über sein Leben, seine Arbeiten und Schriften enthält
- Die Initiierung eines Dialogs über kritische soziale Fragen, einschließlich spezieller Fragen zu Menschenrechten und Demokratie, um zu einer gerechten Gesellschaft beizutragen
- Die Förderung und Teilnahme an philosophischen Aktivitäten, einschließlich der Diskussion über Themen mit Bezug zu Menschenrechten und Demokratie
- Die Erlangung finanzieller Mittel zur Unterstützung der Ziele der Stiftung
- Die Bereitstellung von Unterstützungsleistungen an öffentliche gemeinnützige Organisationen oder die Förderung von gemeinsamen Interessen dieser Organisationen[4]

## Struktur
Vorsitzender des Stiftungsrats (Chairman of the board of trustees) ist Njabulo Ndebele, der ehemalige Vizekanzler der University of Cape Town und seit 2012 Kanzler der University of Johannesburg. Dem Stiftungsrat gehören weitere Personen des öffentlichen Lebens an wie Kgalema Motlanthe, Mamphela Ramphele, der Historikerin Carolyn Hamilton und Tokyo Sexwale.
Chief Executive (etwa: „Hauptgeschäftsführer“) ist Sello Hatang.
Teil der Webpräsenz ist das digitalisierte O’Malley’s Archive, das Padraig O’Malley in fast zwei Jahrzehnten aufbaute. Im Nelson Mandela Centre of Memory werden wechselnde Ausstellungen über Mandela und die Jahre seines Wirkens gezeigt.
Die Nelson Mandela Foundation arbeitet mit zahlreichen Institutionen zusammen, etwa dem Alan Paton Centre, den ANC Archives, dem Apartheid Museum, South African History Online und Wits Historical Papers.